# I symfonia Witolda Lutosławskiego
I Symfonia Witolda Lutosławskiego – symfonia skomponowana przez Witolda Lutosławskiego w latach 1941–1947. W utworze kompozytor nawiązał do stylistyki neoklasycyzmu.

## Premiera
Po raz pierwszy dzieło zostało wykonane 1 kwietnia 1948 w Katowicach przez Wielką Orkiestrę Symfoniczną Polskiego Radia pod dyrekcją Grzegorza Fitelberga.

## Części dzieła
Utwór składa się z czterech części:
1. Allegro giusto
2. Poco adagio
3. Allegretto misterioso
4. Allegro vivace[1]